# Deodato Guinaccia

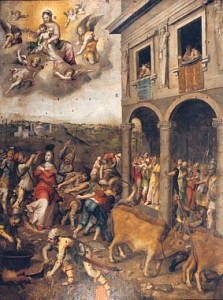
Deodato Guinaccia, il Martirio di Santa Lucia, Chiesa di Santa Lucia alla Badia, Siracusa, Sicilia

Deodato Guinaccia (Napoli, ... – Messina, 1585?) è stato un pittore italiano.

## Biografia
Le notizie biografiche relative al Guinaccia sono estremamente scarse; probabilmente nato a Napoli (dato che in alcune opere di firma come Deodatus Neapolitanus), la sua formazione sarebbe avvenuta nell'ambiente pittorico della città partenopea degli anni '50-'60 del Cinquecento, legata soprattutto alle influenze del manierismo tosco-romano di Marco Pino.
Non è nota la data precisa del suo trasferimento a Messina; gli estremi cronologici noti ad oggi, desunti dalle datazioni apposte nelle sue opere siciliane, spaziano dal 1570 al 1585; è falsa, dunque, la notizia riportata dalla maggior parte delle fonti antiche di un suo alunnato a Messina presso Polidoro essendo quest'ultimo, nel 1570, già morto da tempo. L'influenza polidoresca sempre presente nella sua pittura, declinata in una forma di espressività a volte drammatica e in una attenta ricerca fisionomica dei personaggi delle sue opere, sarebbe maturata dunque con la conoscenza - nella città dello Stretto - delle opere di Polidoro e della cerchia polidoresca locale.
A Messina il Guinaccia maturerà un discreto successo, e sarà impegnato in numerose commissioni pubbliche e private, molte delle quali destinati a territori della provincia. 
Giovan Simone Comandè e Cesare di Napoli furono suoi allievi.

## Opere

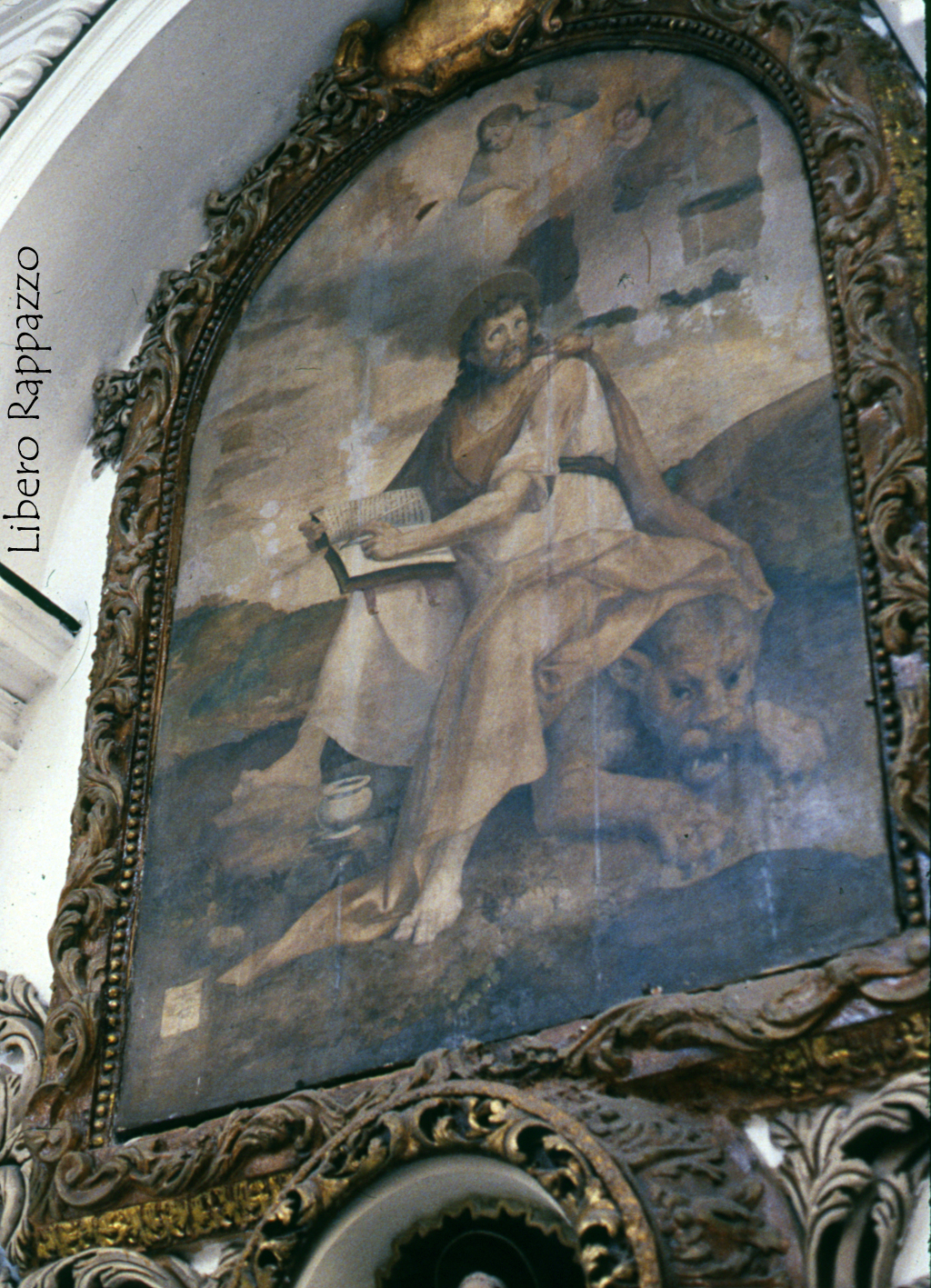
San Marco Evangelista, Basilica Cattedrale, Santa Lucia del Mela.

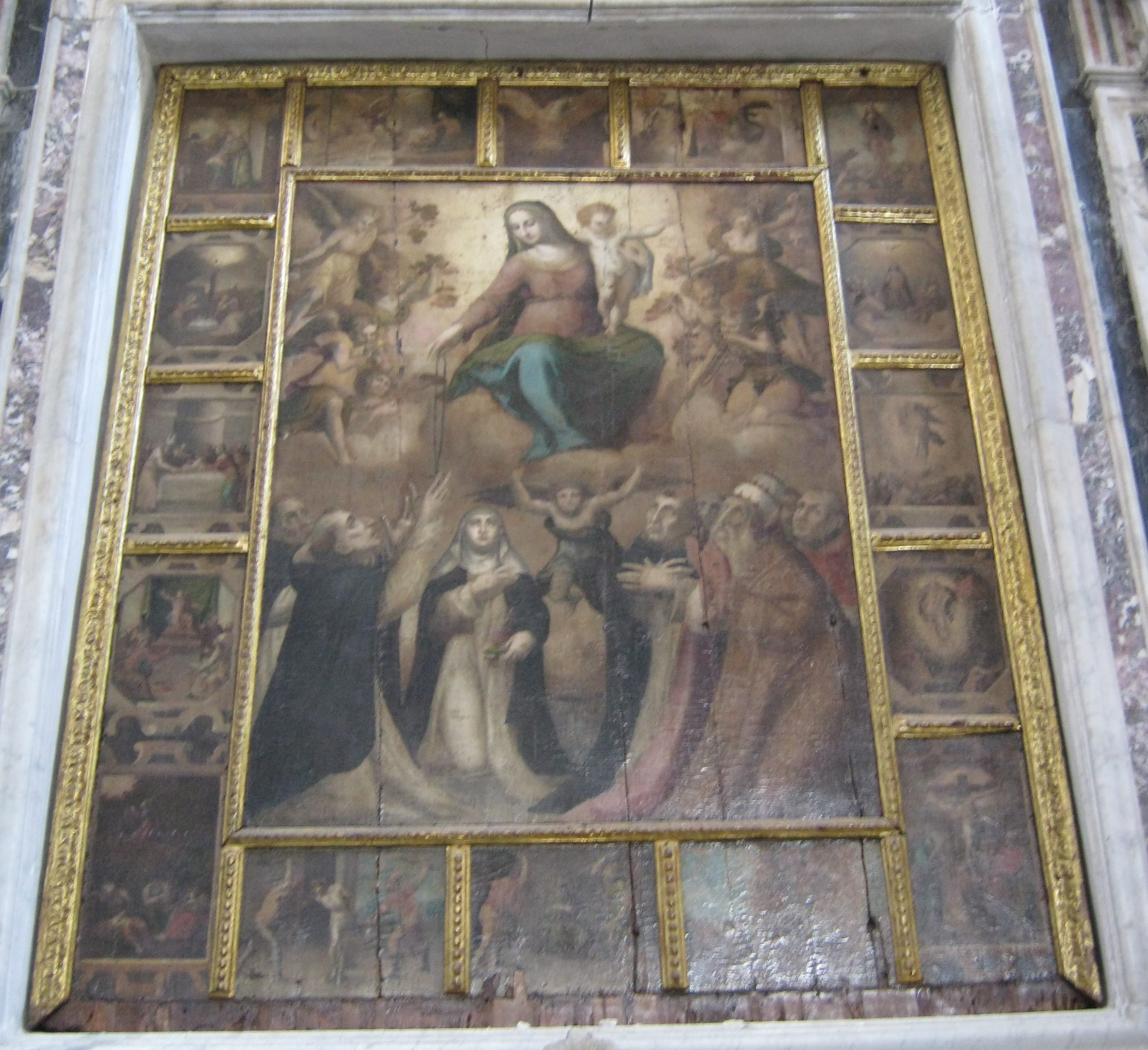
Santa Maria del Rosario, Chiesa del Rosario, Santa Lucia del Mela.

### Agrigento e provincia
- 1572, Adorazione dei Pastori, dipinto, opera custodita nella chiesa di Santa Maria La Nuova di Licata.

### Caltanissetta e provincia
- 1563, Assunzione di Maria o Dormitio Virginis, dipinto su tavola, opera custodita nel duomo di Santa Maria Assunta di Gela.

### Catania e provincia
- XVI secolo, Natività, dipinto, opera custodita nella chiesa del Gesù del Collegio dei Gesuiti di Caltagirone.
- XVI secolo, La Croce, dipinto, opera custodita nella basilica santuario di Maria Santissima Annunziata al Carmine di Catania.

### Messina e provincia
Castroreale 
- 1574, Madonna, Vergine raffigurata tra San Filippo e San Giacomo, dipinto su tavola, opera custodita nel Museo Civico.

 Messina 
- 1580, Adorazione dei Pastori, dipinto, opera proveniente dalla chiesa di San Giacomo Apostolo di Milazzo e attualmente custodita nel Museo regionale.
- XVI secolo, Dipinto, opera custodita nella chiesa di San Francesco d'Assisi all'Immacolata.
- 1580, Natività di Gesù, dipinto, opera documentata nella chiesa di Santa Maria di Basicò, attualmente al Museo Regionale.[1][2][3]
- XVI secolo, Visitazione, dipinto, opera documentata nel 1840 da Giuseppe La Farina nella chiesa di San Filippo Inferiore, attualmente al Museo Regionale .
- XVI secolo, Madonna della Pietà, dipinto, opera documentata nella chiesa di Nostra Signora della Pietà.
- 1581, Trinità, dipinto, opera documentata nella chiesa dell'Arciconfraternita della Santissima Trinità dei Pellegrini, attualmente al Museo Regionale.[4][5]
- XVI secolo, Trasfigurazione, dipinto, opera proveniente dalla chiesa di San Salvatore de Greci e attualmente al Museo Regionale.[4][6]
- 1577, Resurrezione, dipinto, proveniente dal monastero di San Gregorio e attualmente al Museo Regionale.[7][8][9][10]
- XVI secolo, Natività, dipinto, opera documentata nella chiesa di San Gregorio.[8][10]
- 1551, Vergine Annunciata, dipinto, opera documentata nella chiesa di Santa Maria della Grazia dell'Ordine carmelitano secolare teresiano a Porta Reale, oggi al Museo regionale.[4]
- 1578, Pietà, dipinto, opera documentata nella chiesa di Santa Maria degli Azzurri, oggi al Museo Regionale.[4]
- XVI secolo, San Giovanni che addita Gesù, dipinto, opera documentata nel convento di San Francesco.[10]
- XVI secolo, La discesa dello Spirito Santo, dipinto, opera documentata nella chiesa di Sant'Andrea Avellino.[10]
- XVI secolo, San Pietro e Sant'Andrea, dipinto, opera documentata nella chiesa di Santa Maria di Porto Salvo dei Marinai.[10]
- XVI secolo, San Cosma e Damiano, dipinto, opera documentata nella chiesa di Sant'Agostino.[10]
- 1585, Vergine Annunciata, dipinto, opera documentata nella chiesa degli Agostiniani alla Ciaera, perduto.
- XVI secolo, dipinto, Madonna degli Angeli e San Francesco d'Assisi, dipinta per il dismesso Eremo degli Angeoi odiernamente collocato nel Santuario Nostra Signora di Lourdes, Messina.

 Naso 
- XVI secolo, Immacolata, dipinto, opera custodita nella chiesa di Santa Maria del Gesù.

 Santa Lucia del Mela 
- 1581, San Marco Evangelista, dipinto, opera custodita nella basilica concattedrale di Santa Maria Assunta.
- 1574, Santa Maria del Rosario, raffigurante la Vergine con San Domenico di Guzmán, Santa Caterina da Siena, San Tommaso d'Aquino, Papa Gregorio XIII e San Carlo Borromeo, dipinto su tavola, opera custodita nell'Oratorio del Rosario della chiesa del Rosario.

### Ragusa e provincia
- XVI secolo, Natività, dipinto, opera custodita nella chiesa dell'Ordine dei frati minori cappuccini di Ragusa.

### Siracusa e provincia
- 1579, Martirio di Santa Lucia, dipinto, opera custodita nella chiesa di Santa Lucia alla Badia di Siracusa.[10][11]